# Julian Andretti
James Julián Ríos, conocido en la industria del porno como Julian Ríos (Santiago, 12 de octubre de 1970), es un actor pornográfico chileno. También ha incursionado como director y productor de películas pornográficas.

## Carrera
Nacido en Santiago de Chile, Julian Andretti también es conocido en el mundo del cine para adultos como Julian Ríos, Jordan Rivers o simplemente Julian.
Es el segundo de seis hermanos y hermanas de origen hispano. Antes de entrar a la industria para adultos, estuvo enlistado por 6 años (1988-1994) en la Marina de los Estados Unidos, en el Campo Pendleton, llegando a ser veterano de la Guerra del Golfo.
El actor hizo sus primeras apariciones en la pornografía después de haber conocido en una convención para adultos en Las Vegas a la actriz porno Brittany Andrews, quien bromeaba que la había pasado tan bien con él en privado que quería compartirlo al mundo. Ella decidió presentarlo a las productoras que estaban presentes en el evento.
Sus primeras escenas fueron para las películas Choke 'Em (1994) y Angel's Delight, realizando escenas gais y bisexuales en los que solo recibió sexo oral (felación) por parte de sus compañeros masculinos, y en una de estas escenas llevaba vendados los ojos. Dichas películas fueron producidas por el director Chi Chi LaRue.
En años anteriores Julián evitaba hablar de ese tema, pero más recientemente lo abordó abiertamente al ser entrevistado: "Creo que hice dos películas bisexuales, nunca hice gay. También hice un puñado de videos de masturbación en solitario y un puñado de diseños únicos. Parece que cada dos años alguien encuentra una razón para mencionar esto. Realmente lo hice por el dinero. Me dieron cantidades ridículas de dinero con la esperanza de que hiciera películas gay completas".
Cuando en una entrevista junto a su entonces esposa Jill Kelly se le preguntó si, en el momento en que hizo estas películas, tenía tendencias bisexuales o tenía curiosidad sobre el sexo gay en general, respondió: "Sí, sin embargo, ahora conozco la experiencia. Es algo que sucedió, ahora sé cómo se siente, y después de haberlo probado, sé que no soy yo". También dijo que sentía que la homofobia es un poco desenfrenada en la comunidad porno heterosexual, pero afirma que las personas que niegan su pasado o presente en el porno gay no ayudan a esa situación.
"Cuando la gente me pregunta directamente, no les voy a mentir", dijo. "No es un tema de conversación que voy a mencionar, pero tampoco voy a mentir sobre eso. La única vez que mentí fue cuando firmé con Metro por primera vez y me preguntaron si había hecho algo así. Les dije que no y resulta que habían producido una de las películas y ya lo sabían. Simplemente no estaba orgulloso de eso, no quería que lo supieran, y no lo quería, para afectar mi trabajo".
Posteriormente se concentró en pornografía heterosexual, provocando que muchos de sus seguidores gais perdieran interés en él al percibirlo como si negara sus comienzos gais.
Sus primeras películas 100 % heterosexuales fueron Around The World With Alexandra Silk, Backdoor Bashers y Bite the Big Apple (todas del año 1997), donde se encargó de medirse con las actrices Angelica Sin, Alexandra Silk, Maya Souls, Chloe, Asia Carrera y Brittany Andrews.
En el 2002 apareció en el show de televisión Spice Hotel, un programa dedicado a presentar parejas porno que tomaban llamadas del público para hacer diferentes poses en vivo, muy similar a los actuales live cam shows. En este show la actriz Cytheria midió su pena en vivo, confirmando que alcanza una longitud de 23 cm. Otras compañeras de la vida íntima de Julian como Jill Kelly, Lanny Barbie, Shyla Stylez, Lisa Ann, Cassidey, Nina Mercedez y Savanna Samson han confirmado públicamente sus grandes dimensiones. Julian estuvo en el programa hasta el 2005, donde fue reemplazado por Evan Stone.
Es uno de los pocos actores para adultos a los que se les ha ofrecido un contrato exclusivo para una compañía porno importante. De hecho, ha tenido contratos exclusivos en tres ocasiones: con Metro Pictures, Vivid Entertainment y más recientemente, VCA Pictures.
A lo largo de su carrera ha compartido escena con 488 actrices. Muchas de ellas han alabado el buen trabajo de Julian en pantalla y la buena química al trabajar juntos. Esto le trajo una buena cantidad de fans de parte de sus mismas compañeras de escena, quienes han estado interesadas siempre en tener intimidad detrás de cámaras. Se sabe que las actrices Amy Reid, Brittany Andrews, Cassidey, Shyla Stylez, Puma Swede, Stormy Daniels, Sky Lopez, Rita Faltoyano, Rachel Starr, Nikki Benz, Memphis Monroe, Dee, Savanna Samson y Carmella Bing tuvieron intimidad con Julian fuera del set.
Julian además de encuentros fugaces, también ha mantenido relaciones sentimentales con varias actrices pornográficas: Stacy Valentine a fines de la década de 1990, Nina Mercedez con quien salió brevemente; Lisa Ann con quien tuvo una discreta pero muy fogosa relación y luego Jill Kelly, con quien se casó en el año 2000. Por aquella época se dedicó únicamente a hacer escenas con Jill, manteniendo ambos una relación monógama delante y detrás de cámaras. Más adelante Julian se retiró del medio pornográfico, finalizando su contrato como actor con la compañía porno New Sensations y teniendo la intención de formar una familia. Pero después de su separación en 2003, Julian regresó a la escena, realizando películas pornográficas para diferentes estudios de producción.
En marzo de 2005 se casó con la actriz para adultos canadiense Lanny Barbie. Su matrimonio duró 2 años.
Circula en internet el rumor que Julian llegó a embarazar a cuatro de sus compañeras de escenas durante las filmaciones, incluyendo la leyenda del porno Jenna Jameson. Sin embargo hasta el día de hoy no se ha podido verificar su veracidad, por lo que son rumores infundados.

## Testimonios acerca de su profesión
Cuando estaba en la escuela secundaria, veía pornografía. Y ahora las personas que vi entonces, Nina Hartley, Peter North, Marilyn Chambers, conozco a estas personas. Mi mamá dice: "Mi hijo es una estrella del porno". No les mentí [a la familia]. Si me avergonzara de lo que hice, habría hecho otra cosa.
Mi familia me apoya. Mis abuelos bromean al respecto. Estaba en casa en Seattle en Navidad. El abuelo dice: "Hemos estado en todas las tiendas para adultos de la ciudad y no podemos encontrar tus películas. ¿Danos algunos de los títulos?". Dije que no. Mi mamá, sus amigos, mi hermana bromean conmigo.
A pesar de su extensa vida sexual delante y detrás de cámaras con diversas actrices de la industria, Julian se ha declarado siempre una persona que busca una vida sencilla, diferente a lo mostrado en cámaras, buscando siempre una relación monógama. Esto queda en evidencia tras sus relaciones con Stacy Valentine, Nina Mercedez, Jill Kelly y Lanny Barbie.

## Tatuajes
A lo largo de su carrera, ha ido adquiriendo varios tatuajes. Sus primeros tatuajes fueron una imagen de un sol negro alrededor de su ombligo y un patrón de alambre de púas en su brazo derecho. Desde entonces, se tatuó con la imagen de una mujer (Jill Kelly) en el lado izquierdo de su abdomen. Desde su separación de Jill Kelly, el tatuaje de mujer en su abdomen ha pasado por algunas transformaciones y ahora se parece menos a Jill Kelly. También tiene tatuajes de cruces de Malta (una encima de cada pectoral).

## Premios y nominaciones
Premios
XRCO Award 1999 - Best Male-Female Couple con Gwen Summers in Nothing to Hide 3 & 4
Nominaciones
- AVN Award 2004 - Male Performer of the Year
- Grabby Award 2005 - Best Solo Sex Scene for Str8 Shots
- AVN Award 2005 - Male Performer of the Year
- AVN Award 2005 - Best Couples Sex Scene - Young as They Cum 14
- AVN Award 2005 - Best Group Sex Scene - Anal Surprise Party
- AVN Award 2005 - Best Actor - Cargo
- AVN Award 2006 - Best Group Sex Scene - The Villa
- AVN Award 2007 - Best Actor - Janine's Been Blackmaled